# Condamnés au silence
Condamnés au silence (An Amish Murder) est un téléfilm américain réalisé par Stephen Gyllenhaal d'après le roman Le Serment du silence de Linda Castillo, et diffusé le 6 janvier 2013 sur Lifetime.

## Synopsis
Le lieutenant Kate Burkholder, chef de la police locale et ancienne amish, enquête sur le meurtre d'une jeune Amish retrouvée dans un champ. Elle a été violée, tuée et vidée de son sang, et un chiffre romain est gravé sur son abdomen. Ce meurtre est bientôt suivi d'un second. L'un et l'autre pourraient être l'œuvre d'un tueur en série qui a sévi dans la région une dizaine d'années auparavant.

## Fiche technique
- Titre original : An Amish Murder
- Réalisation : Stephen Gyllenhaal
- Scénario : Mark Malone d'après le roman de Linda Castillo
- Musique : Chris Bacon
- Photographie : Derick V. Underschultz
- Pays :  États-Unis
- Durée : 85 minutes
- Diffusion :
  -  États-Unis : 6 janvier 2013 sur Lifetime
  -  France : 25 avril 2013 sur TF1

## Distribution
Sauf indication contraire, les informations mentionnées dans cette section peuvent être confirmées par la base de données cinématographiques IMDb,  présente dans la section « Liens externes ».
- Neve Campbell (VF : Aurélia Bruno) : Kate Burkholder[2]
- Noam Jenkins (VF : Philippe Valmont) : John Tomasetti
- Jilon VanOver (en) (VF : Serge Faliu) : Lucas Holst
- Christian Campbell (VF : Xavier Béja) : Jacob Burkholder[3]
- Robert "IronE" Singleton (VF : Gilles Morvan) : Glock Nichols
- Alex McClure (VF : Benoît DuPac) : T. J. Banks
- Linda Kash (VF : Hélène Chanson) : Mona
- Mary Krohnert : Sarah Burkholder
- C. Thomas Howell (VF : Philippe Dumond) : Nathan « Nate » Detrick
- R. D. Reid (VF : Michel Voletti) : Chuck « Skid » Skidmore
- Patrick Garrow (VF : Jérôme Keen) : le lieutenant Anderson
- Duane Murray (VF : Éric Aubrahn) : Auggie Brock
- Olivia Gudaniec : Amanda Brock
- Billy MacLellan : Daniel Lapp

 Source et légende : version française (VF) sur RS Doublage et selon le carton du doublage français télévisuel.

## Accueil
Le téléfilm a été vu par 2,199 millions de téléspectateurs lors de sa première diffusion.